# San Eduardo
San Eduardo – miasto w Kolumbii, w departamencie Boyacá.